# Rubén Juárez
Rubén Juárez (né le 9 novembre 1947 à Ballesteros dans la province de Córdoba et décédé le 31 mai 2010 à Buenos Aires) un musicien et bandonéoniste argentin de tango.

## Histoire
Rubén Juárez est né le 5 novembre 1947 à Ballesteros (es), Province de Córdoba, et a grandi à Avellaneda, dans le sud du Grand Buenos Aires. Il étudie le bandonéon dès son plus jeune âge et en 1956, à l'âge de 9 ans, il rejoint l'orchestre des jeunes du Club Atlético Independiente. À l'adolescence, il étudie la guitare, ce qui l'amène à rejoindre plusieurs groupes de rock. Des années plus tard, il rencontre le guitariste Héctor Arbello, qui avait joué avec Julio Sosa, El Varón del Tango. Juárez et Arbello forment un duo avec lequel ils commencent à faire des tournées dans différentes provinces d'Argentine.
En 2002, il s'installe avec sa famille à Carlos Paz (à 35 km de la ville de Córdoba). En 2005, il reçoit le prix Konex Platinum dans la catégorie Chanteur de tango masculin de la décennie en Argentine. Peu après, il est nommé Illustre citoyen de la ville autonome de Buenos Aires. Il a participé au documentaire Abrazos, tango en Buenos Aires (2003).
En 2008, il est diagnostiqué d'un cancer de la prostate, ce qui l'oblige à suivre des séances de chimiothérapie toutes les trois semaines dans la ville de Córdoba. En avril 2010, on découvre que le cancer s'était métastasé dans ses os et, dans la nuit du 28 mai 2010, l'acteur et animateur Coco Sily interrompt l'émission Animales sueltos pour demander à la Casa del Actor d'envoyer une ambulance pour ramener Juárez de Carlos Paz, car il avait souffert d'une décompensation qui l'avait contraint à quitter son lieu d'hospitalisation. Il est immédiatement admis en soins intensifs au sanatorium Güemes dans la ville de Buenos Aires, où il décède le 31 mai 2010, à l'âge de 62 ans,,.

## Discographie
- 1969 : Mi bandoneón y yo (London)
- 1971 : Nuevos tangos con... Rubén Juárez (EMI Odéon)
- 1973 : Viejos tangos con Rubén Juárez  (EMI Odéon)
- 1974 : Escuela de tango  (EMI Odéon)
- 1974 : Dandy  (EMI Odéon)
- 1974 : El Aguacero  (EMI Odéon)
- 1975 : Pasional  (EMI Odéon)
- 1976 : El tango es tango con Rubén Juárez  (EMI Odéon)
- 1977 : La canción de Buenos Aires  (EMI Odéon)
- 1977 : Café la humedad (EMI Odéon)
- 1978 : Las raíces de mi canto  (EMI Odéon)
- 1978 : Tangos de oro  (EMI Odéon)
- 1979 : Rubén Juárez del 80  (EMI Odéon)
- 1980 : Convencernos  (EMI Odéon)
- 1982 : Rubén Juárez y las voces del tiempo nuevo  (EMI Odéon)
- 1983 : Se juega (EMI Odéon)
- 1983 : 20 Grandes Éxitos  (EMI Odéon)
- 1983 : Colección Popular - Rubén Juárez  (EMI Odéon)
- 1984 : Piedra libre  (EMI Odéon)
- 1985 : 20 Clásicos  (EMI Odéon)
- 1985 : Los N° 1 (EMI Odéon)
- 1987 : De aquí en más... (EMI Odéon)
- ???? : Lo mejor de... Rubén Juárez y su orquesta típica (EMI Odéon)
- 1994 : Serie Inolvidables - Una piba como vos (EMI Odéon)
- 1995 : Serie de Oro - Cuando tallan los recuerdos (EMI Odéon)
- 1996 : Los Clásicos Argentinos - Tango 12 Rubén Juárez: el bandoneón que canta (EMI Odéon)
- ???? : Rubén Juárez - Argentino Ledesma - Mi bandoneón y yo (Altaya)
- 2002 : El álbum blanco de Rubén Juárez (Musica y Marketing S.A.)
- 2003 : Rubén Juárez 1 (Página 12)  (EMI Odéon)
- 2003 : Rubén Juárez 2 (Página 12)  (EMI Odéon)
- 2005 : Tango de Colección Clarín - Rubén Juárez (Libro con biografía + CD) (CLARÍN)
- 2005 : Rubén Juárez en vivo (DVD) (Tipica Records)
- 2006 : Archivo Odeon - Roberto Grela - Rubén Juárez  (EMI Odéon)
- 2010 : Piedra libre (Reedición) (Discos Melopea)
- 2011 : Otros tangos, poemas y dedicatorias (GLD Distribuidora S.A.)